# Hollis Frampton
Hollis Frampton (Ohio, 11 marzo 1936 – New York, 30 marzo 1984) è stato un regista e attore statunitense. Pioniere dell'arte digitale, è stato soprattutto un importante documentarista della sua epoca.

## Biografia
Nato in Ohio e cresciuto con i nonni, ha frequentato la Phillips Academy (Andover, Massachusetts) tra il 1951 e il 1954. Fece conoscenza con l'artista Frank Stella, i musicisti David Behrman e Frederic Rzewski oltre che lo scultore Carl Andre.
Tra il 1954 e 1957, si è dedicato allo studio delle lingue (tedesco, latino, greco, francese, russo, sanscrito, cinese) e cominciò una corrispondenza con Ezra Pound.
Nel 1957 fece un viaggio in Messico in cui rese visita a Ezra Pound ricoverato in ospedale. Nel 1958, si trasferisce a New York insieme a Carl Andre e Frank Stella. Realizza la prima serie fotografica intitolata The Secret Life of Frank Stella. Nel 1959, realizza delle fotografie sulle prime sculture di Carl André, serie intitolata Ways of Lurity. Gira il suo primo film nel 1962 e, nello stesso periodo realizza Word Pictures, una serie di fotografie che sono un abbozzo per il film Zorns Lemma. Verso il 1962-63, realizza una serie di dialoghi con Carl Andre e Rosemarie Castoro.
Nel 1965, realizza il ritratto fotografico di Larry Poons per la rivista Vogue. L'anno successivo realizza alcuni ritratti cinematografici oltre al film Manual of Arms. Nel 1967, rende omaggio all'opera di John Cage con la realizzazione di Heterodyne. Nel 1968, gira Snowblind insieme a Michael Snow. L'anno successivo è professore al Hunter College (università di New York). Lavora insieme a Mark Rothko, Tony Smith, Leo Steinberg e Robert Morris. Nel 1970, realizza Zorns Lemma et la série photographique: A Visitation of Insomnia.

## Filmografia

### Regista
- Surface Tension (1968)
- Maxwell's Demon (1968)
- Works & Days (1969)
- Prince Ruperts Drops (1969)
- Palindrome (1969)
- Lemon (1969)
- Carrots & Peas (1969)
- Artificial Light (1969)
- Zorn's Lemma (1970)
- Hapax Legomena IV: Travelling Matte (1971)
- Hapax Legomena I: Nostalgia (1971)
- Hapax Legomena III: Critical Mass (1971)
- Hapax Legomena V: Ordinary Matter (1972)
- Hapax Legomena VI: Remote Control (1972)
- Hapax Legomena VII: Special Effects (1972)
- Hapax Legomena II: Poetic Justice (1972)
- A and B in Ontario (1984)

### Attore
- Wavelength (1967)